# Bronisław Teofil Babiański
Bronisław Teofil Babiański (ur. 16 kwietnia?/28 kwietnia 1862 na Grodzieńszczyźnie, zm. w 1939) – generał dywizji Wojska Polskiego.

## Życiorys
Od 1883 był zawodowym oficerem piechoty armii rosyjskiej. Absolwent Konstantynowskiej Szkoły Wojskowej. Brał udział w interwencji Rosji w Chinach 1900–1901 oraz wojnie rosyjsko-japońskiej 1904-1905. Podczas I wojny światowej walczył na froncie niemieckim jako dowódca brygady piechoty i dywizji piechoty. 3 czerwca 1917 roku awansował na generała majora. W latach 1917–1918 działał w polskich organizacjach wojskowych w Rosji.
Od 21 stycznia 1919 w Wojsku Polskim dowodził grupą operacyjną. 3 czerwca 1919 roku został mianowany dowódcą 10 Dywizji Piechoty. Następnie dowodził 7 i 6 Dywizją Piechoty w walkach z Ukraińcami i na froncie bolszewickim. W latach 1920–1921 był dowódcą Okręgu Generalnego „Lublin”. Z dniem 1 kwietnia 1921 (według innych źródeł od 21 marca 1921) został przeniesiony w stan spoczynku, w stopniu generała podporucznika. Osiadł w Warszawie. 26 października 1923 roku Prezydent RP Stanisław Wojciechowski zatwierdził go w stopniu generała dywizji.
Po agresji Niemiec na Polskę ewakuował się w pierwszych dniach września 1939 w okolice Grodna. W październiku aresztowany przez NKWD, zaginął bez śladu.

## Odznaczenia
- Krzyż Walecznych